# Simfonija v belem, št. 1
Simfonija v belem, št. 1, znana tudi kot Bela deklica, je slika Jamesa Abbotta McNeilla Whistlerja. Delo prikazuje celopostavno žensko, ki stoji na volčji koži pred belo zaveso z belo lilijo v roki. Barvna shema slike je skoraj popolnoma bela. Model je bila Joanna Hiffernan, umetnikova ljubica. Čeprav se je slika prvotno imenovala Bela deklica, jo je Whistler kasneje začel imenovati Simfonija v belem, št. 1. S sklicevanjem na svoje delo v tako abstraktnih izrazih je želel poudariti svojo filozofijo »umetnost zaradi umetnosti«.
Whistler je sliko ustvaril pozimi leta 1861–62, čeprav se je kasneje vrnil in jo spremenil. Zavrnjena je bila tako na Kraljevi akademiji kot na Slonu v Parizu, vendar je bila na Salonu des Refusés leta 1863 sprejeta. Na tej razstavi je bila tudi znamenita slika Zajtrk na travi Édouarda Maneta, s katero sta pridobili veliko pozornosti. Belo dekle jasno kaže na vpliv prerafaelitske bratovščine, s katero je Whistler pred kratkim prišel v stik. Poznejše umetniške kritike so interpretirale kot alegorijo nedolžnosti in njene izgube ter kot versko aluzijo na devico Marijo.

## Umetnik in model
James Abbott McNeill Whistler se je leta 1834 rodil v ZDA, sin Georgea Whistlerja, železniškega inženirja . Leta 1843 je njegov oče preselil družino v Sankt Peterburg v Rusijo, kjer se je James učil slikarstva . Po bivanju v Angliji se je vrnil v Ameriko, da bi se leta 1851 udeležil ameriške vojaške akademije na West Pointu . Leta 1855 se je vrnil v Evropo in se odločil, da se bo posvetil slikanju. Najprej se je naselil v Parizu, leta 1859 pa se je preselil v London, kjer je preživel večino preostalega življenja. Tam je spoznal Danteja Gabriela Rossettija in druge člane prerafaelitske bratovščine, ki je imela velik vpliv na Whistlerja.
V Londonu je Whistler srečal Joanno Heffernan, model, ki je postala njegova ljubica. Njun odnos je bil označen kot »zakon brez koristi za duhovščino« . Do leta 1861 jo je Whistler že uporabil kot model za drugo sliko Wapping, poimenovana po okrožju Wapping v Londonu, kjer je živel Whistler in jo začel leta 1860, čeprav je ni končal do leta 1864. Prikazuje žensko in dva moška na balkonu s pogledom na reko. Po samem Whistlerju je bila ženska, ki jo je predstavljala Heffernanova, prostitutka . Heffernanova naj bi imela močan vpliv na Whistlerja; njegov svak Francis Seymour Haden je pozimi 1863-64 zavrnil povabilo na večerjo zaradi prevladujoče prisotnosti v gospodinjstvu. 

## Ustvarjanje in sprejem
Whistler je začel delati na Beli deklici kmalu po 3. decembru 1861 z namenom, da sliko predloži na prestižno letno razstavo Kraljeve akademije. Kljub napadom bolezni je sliko dokončal do aprila . V pismu Georgeu de Maurierju v začetku leta 1862 ga je opisal kot:
... ženska v lepi beli obleki iz batista, obrnjena proti oknu, ki filtrira svetlobo skozi prozorno belo muslinasto zaveso - vendar slika dobi močno svetlobo z desne in zato je poudarja rdeče lase in čudovito maso briljantne bele barve. 
Whistler je sliko predložil Akademiji, vendar je po mnenju Heffernanove pričakoval, da bo zavrnjena. Prejšnje leto, leta 1861, je druga slika povzročila manjši škandal. Edwina Henryja Landseersa  The Shrew Tamed je prikazovala konja z žensko, ki počiva na tleh v bližini. Model je bila Ann Gilbert , opazna jahačica v obdobju: vendar se je kmalu govorilo, da je pravzaprav Catherine Walters, zloglasna londonska kurtizana. Whistlerjeva slika je dovolj spominjala na Landseersa, da so bili sodniki pozorni na to, da bi jo priznali. Bela deklica je bila poslana na Akademijo skupaj s tremi jedkanicami, ki so bile vse tri sprejete, medtem ko slika ni bila. 
Namesto tega ga je Whistler razstavil v majhni ulični galeriji Berners v Londonu, kjer je bila prikazana pod naslovom Ženska v belem, ki jo omenja roman s tem imenom Wilkieja Collinsa, ki je bil takrat priljubljen. Knjiga je bila zgodba o romantiki, intrigi in dvojni identiteti, v času njene objave pa je veljala za senzacijo. Du Maurier je očitno verjel, da se slika nanaša na roman. Revizija v Athenaeum se je pritoževala, da slika ne ustreza značaju romana, zato je Whistlerju predlagal, naj napiše pismo, v katerem trdi, da je galerija izbrala naslov, ne da bi se posvetovala z njim. »Moja slika preprosto predstavlja dekle, oblečeno v belo, ki stoji pred belo zaveso«. 
Naslednje leto je Whistler poskušal sliko razstaviti na Pariškem salonu - uradni umetniški razstavi Académie des Beaux-Arts - vendar je bil tudi tam zavrnjen. Namesto tega je bila sprejeta na alternativni Salon des Refusés - "razstava zavrnjenih", ki se je začela 15. maja, dva tedna po uradnem Salonu. 
Salon zavrnjenih iz leta 1863 je bila ista razstava, kjer je Zajtrk na travi Édouarda Maneta povzročila škandal, vendar je bila pozornost, namenjena Whistlerjevi Beli deklici, še večja. Spor okoli slik je bil opisan v romanu  Émila Zolaja L'Œuvre (Umetnina - 1886). Sprejetje Whistlerjevega slikarstva je bilo večinoma ugodno in ga je v veliki meri potrdilo po zavrnitvi, ki jo je doživel v Londonu in Parizu. Občudovali so ga kolegi in prijatelji Manet, slikar Gustave Courbet in pesnik Charles Baudelaire. Umetnica Théophile Thoré-Bürger jo je videla v tradiciji [[Goye in Velázqueza. Nekateri francoski kritiki so videli, da je angleški prerafaelitski trend nekoliko ekscentričen.
Slika je ostala v družini Whistler do leta 1896, ko jo je umetniški nečak prodal zbiralcu umetnin Harrisu Whittemoreju. Leta 1943 jo je družina Whittemore podarila Narodni galeriji umetnosti v Washingtonu, D.C. 

## Kompozicija in interpretacija
Whistler je, zlasti v svoji kasnejši karieri, zanikal, da bi njegove slike morale imeti kakršenkoli pomen, ki bi ga bilo mogoče videti na platnu. Znan je kot osrednji zagovornik filozofije umetnost zaradi umetnosti.  Njegov komentar na Belo dekle, ki je zanikal povezavo z romanom Wilkieja Collinsa Ženska v belem, je ena prvih izjav teh trditev (»Moja slika preprosto predstavlja dekle, oblečeno v belo, ki stoji pred belo zaveso«). Ker so angleški kritiki sliko videli kot ponazoritev, so bili manj ugodni kot njihovi francoski kolegi, ki so to videli kot vizionarsko, poetično fantazijo. En angleški kritik, ki se sklicuje na Collinsov roman piše: »ena izmed najbolj nepopolnih slik, s katerimi smo se kdaj srečali«. Ker je Berners Street Gallery za sliko uporabila ime Ženska v belem, so bili kritiki razočarani zaradi pomanjkanja podobnosti z junakinjo romana. Whistler, ki ni nikoli prebral romana, je zameril to primerjavo. Deset let kasneje se je začel sklicevati na sliko kot Simfonija v belem, št. 1, čeprav jo je francoski kritik že v času razstave v Parizu imenoval Symphonie du blanc. Z glasbeno analogijo je dodatno poudaril svojo filozofijo, da je kompozicija osrednja stvar, ne pa predmet. Naslov je verjetno navdihnila tudi pesem Symphonie en Blanc Majeur iz leta 1852. 
Whistler ni bil popolnoma zadovoljen z realizmom slike, ki je bila prikazana v svoji prvotni obliki, za kar je kriv vpliv, ki ga je Courbet imel nanj v tistem času. Kasneje, med letoma 1867 in 1872, jo je preoblikoval, da bi ji dal bolj duhoven izraz. Čeprav se je Simfonija začela pred prvim srečanjem Whistlerja z Rossettijem, je vpliv prerafaelitov še vedno jasen. Slika je bila zgodnji eksperiment v beli barvi na belem, z belo obleko pred belim ozadjem. Ta barvna shema je bila predmet, na katerega se bo kasneje vrnil še v dveh slikah, ki naj bi imele naslove Simfonija v beli barvi, št. 2 (1864) in Simfonija v beli, št. 3 (1865-67). Plošča je dolga in vitka, poziranje modela in oblika oblačil še dodatno poudarjata vertikalno podobo slike.  Ženska je drzna, skoraj konfrontacijska, v svojem neposrednem pogledu na gledalca, njene značilnosti pa so zelo individualizirane.  Umetniški kritik Hilton Kramer vidi v Whistlerjevih portretih čar in kombinacijo obrti in opazovalnih spretnosti, ki so mu manjkale radikalnejše krajine. 
Čeprav si je Whistler sam zameril poskušati analizirati pomen svoje umetnosti, to kasneje ni odvrnilo kritikov, da bi to storili. Francoski likovni kritik iz 19. stoletja Jules-Antoine Castagnary je v sliki videl simbole izgubljene nedolžnosti, temo, ki so jo pobrali kasnejši kritiki. Umetnostni zgodovinar Wayne Craven vidi sliko več kot formalistično vadbo in v podobi najde »skrivnostne, ekspresivne in celo erotične podtone«. Opozarja na kontraste, ki jih predstavlja slika z belo lilijo, ki predstavlja nedolžnost in ostro volkovo glavo na preprogi, ki simbolizira izgubo nedolžnosti. Beryl Schlossman, ki prihaja iz perspektive literarne kritike, v svojih delih vidi namige na Marijo religiozne umetnosti. Za Schlossmana je preproga pod nogami ženske oblak, na katerem je pogosto vidna Devica in volk kača, zdrobljena pod peto.